# Univers (police de caractères)
Pour les articles homonymes, voir Univers (homonymie).
 (juillet 2023).
Si vous disposez d'ouvrages ou d'articles de référence ou si vous connaissez des sites web de qualité traitant du thème abordé ici, merci de compléter l'article en donnant les références utiles à sa vérifiabilité et en les liant à la section « Notes et références ».
Univers est une police de caractères dessinée par Adrian Frutiger chez Deberny & Peignot en 1957 pour les machines à écrire de marque IBM.[réf. nécessaire]
Cette fonte sans-serif reste, près de cinquante ans après sa création, un classique de la typographie contemporaine[réf. nécessaire].
Il a, par exemple, habillé la communication des Jeux olympiques d’été de 1972 à Munich. On retrouve également Univers sur les panneaux bleu marine de la SNCF (avant son remplacement par Achemine), sur les bandes noires des stations du Métro de Montréal (la police sera remplacée par la police Transit dans l’ensemble du réseau sauf sur celles-ci) et dans l’habillage de plusieurs chaînes de télévisions comme BFM TV (entre 2007 et 2019), CNN (entre 2011 et 2014) ou encore, entre 2010 et 2017, i-Télé.

## Introduction
Univers est une police de caractères sans empattement dessinée par le typographe suisse Adrian Frutiger, lorsqu’il était étudiant à Zurich, et publiée chez Deberny & Peignot en 1957.
Univers est basée sur le modèle de la fonte Akzidenz-Grotesk apparu en 1898 et appartient à un groupe de polices de caractères sans-serif néo-grotesques.
Univers s'est déclinée d'emblée en vingt-et-une séries (quatre graisses, quatre chasses et sept italiques). Ce fut une des premières polices de caractères réalisée avec l’idée selon laquelle une police de caractères doit former une famille de motifs cohérents et liés. Son marketing affichait d'ailleurs la richesse des tailles d’œil et de graisse : dans le système de numérotation de Frutiger, le premier chiffre définit la graisse, le deuxième chiffre définit la taille d’œil et la position. L’idée était de concevoir une police de caractères disponible dans différentes tailles tout en respectant les mêmes principes de conception et d’esthétique.
Univers a été le premier caractère dont les poids ont été classés avec un système numérique. C'était une conséquence de l'influence du Mouvement moderniste suisse dans les arts graphiques pendant les années 1960 et 1970. 

## Origines
En 1954, la fonderie Deberny & Peignot demande à Adrian Frutiger de leur créer une fonte linéaire sans serif existante en plusieurs graisses afin d’agrandir le nombre de fontes lumitype. Ce dernier suggère d’utiliser un alphabet existant et de le modifier afin qu’il soit adapté pour les longs textes.
Pendant la création d’Univers, Adrian Frutiger s’est basé sur la fonte sans serif Akzidenz-Grotesk de Berthold Type Foundry comme modèle. En utilisant de vieilles esquisses qu’il avait faites étant étudiant, Frutiger a créé Univers.
Univers a été immédiatement commercialisée par Monotype, Linotype, American Type Founders, IBM et d'autres sociétés de mécanographie, tout en l'étendant à la photocomposition en plein essor ; mais les imprimeurs n'étant pas encore équipés en matériel de photocomposition, l’Univers sera tout de même décliné en version plomb, à l’ancienne. Adrian Frutiger et Linotype ont ensuite repensé entièrement la famille de polices Univers, donnant naissance à Linotype Univers, disponible avec 59 graisses. Irréprochable du point de vue de l’équilibre et du tracé de son dessin, il fut cependant décrié par certains comme mécaniste et sans âme. Il est l’un des classiques incontournables du XXe siècle et reste très utilisé de nos jours.
Frutiger, en reliant la tradition et le modernisme, a marqué un tournant dans l’histoire de la typographie. De plus il a pensé la famille Univers de façon unifiée et donc agréable à l’œil.
À l’origine cette fonte devait s’appeler « Monde ». Cependant Frutiger a décidé de l’appeler « Univers » car elle est une fonte universelle.[réf. nécessaire]

## Dessin
Univers a exprimé une élégance factuelle et froide, une compétence rationnelle.
Les glyphes sont sans serifs, sans empattements.
Les lettres se reprennent entre elles, par exemple en Capitale : le O, le Q, et le C sont les mêmes hormis le fait qu’une queue se soit rajoutée au O pour faire le Q, et qu’une partie du O a été effacée pour faire apparaître le C. La même technique a été appliquée pour ce qui est du P, R, B, E, F ; et pour ce qui est des bas-de-casses, le b, c, d, e, g, o, p, q, se reprennent entre elles.
Elles suivent la même tracé de base, il est justement légèrement modifié pour chacune des lettres afin qu’un cohésion soit faite entre elles et qu’on puisse les reconnaître séparément.
Les formes claires et objectives d’Univers en font une police lisible qui convient à presque tous les besoins typographiques.
La police Univers se combine bien avec : 
- Des polices aux proportions Old Face, telles que Janson Text, Meridien, Sabon, Wilke
- Des polices avec des proportions de faces modernes, telles que Linotype Centennial, Walbaum
- Des polices Slab Sérif comme Egyptienne F, Serifa
- Des polices de script et de pinceau telles que Brush Script, Mistral, Ruling Script
- Lettres noires comme Duc de Berry, Grace et San Marco
- Des polices amusantes comme F2F OCRAlexczyk, Linotype Red Babe, Linotype Seven.

## Design
Cette police linéale est dessinée dès le départ de sa conception, en 21 séries (quatre graisses, quatre chasses et sept italiques). Tous les domaines d'application peuvent être couverts par ces séries. Ce système organisé est une approche nouvelle.
L’Univers est un projet ambitieux. Il s’agit de créer un caractère « universel », neutre, simple et apte à toute utilisation dans toutes les langues. Il est largement décliné en graisses et largeurs, le tout étant codé selon un système numérique. Outre ses divers mérites esthétiques et pratiques, il fut aussi l’un des premiers caractères dessinés spécialement pour la photocomposition. 
Univers est, par exemple, utilisé pour la communication des Jeux olympiques d’été de 1972 à Munich, sur les anciens panneaux de la SNCF (remplacée progressivement depuis 2008 par Achemine) ou dans l’habillage de chaînes de télévision comme BFM TV ou i-Télé.
C’est dans l’objectif de créer un caractère idéal qu’Adrian Frutiger dessina la police Univers, caractère décliné en 21 variantes et 4 chasses.

Adrian Frutiger a fortement marqué la création typographique dans la deuxième moitié du XXe siècle. La police de caractères originale rassemblait 21 séries, dont la Deutsche Bank, Hugo Boss, FedEx et Apple ont plus tard adapté la police pour en faire leur police d’entreprise. Très populaire dans les années 1960-1970, la police Univers reste l’une des polices sans serif les plus utilisées aujourd’hui.

Utilisations d'Univers
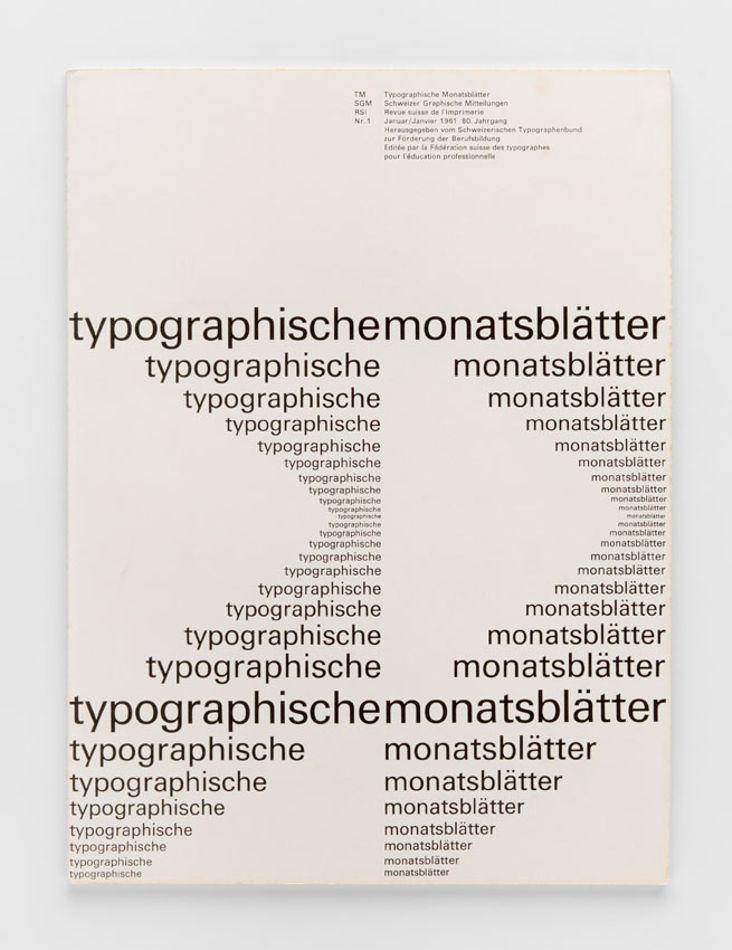
Couverture du mensuel TM-RSI, composition typographique par Emil Ruder. Ce numéro de janvier 1961 est un numéro spécial dédié à la fonte Univers.
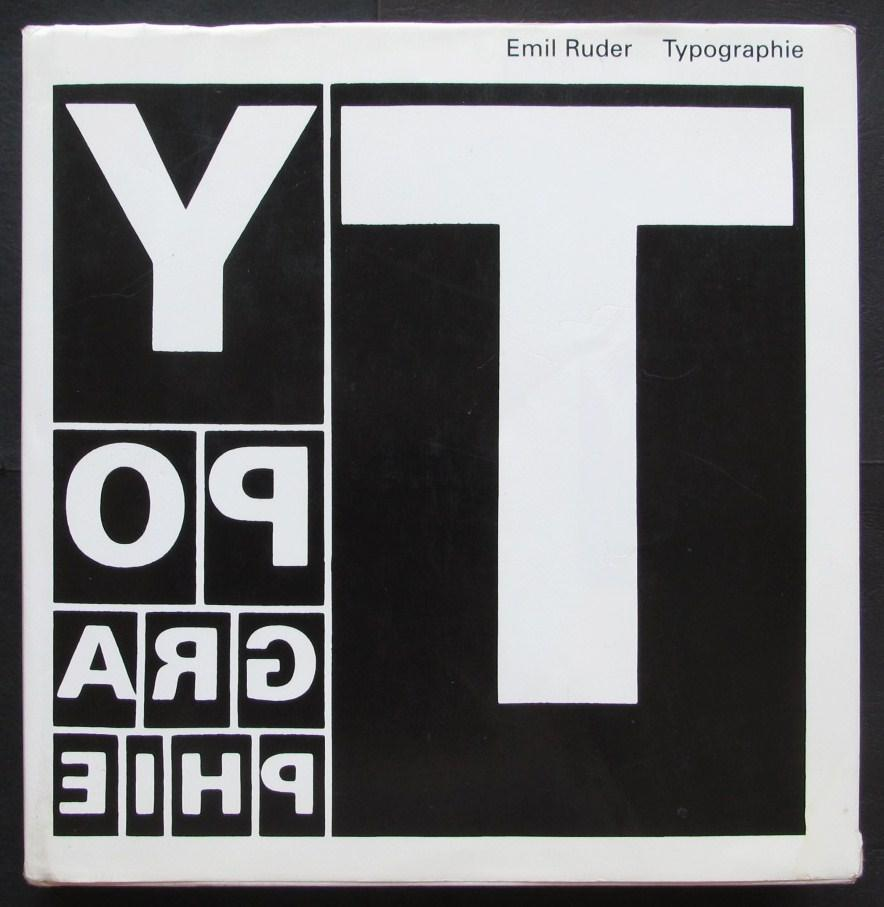
Le livre Typographie, par Emil Ruder (1967), est composé en Univers (version Monotype 55).
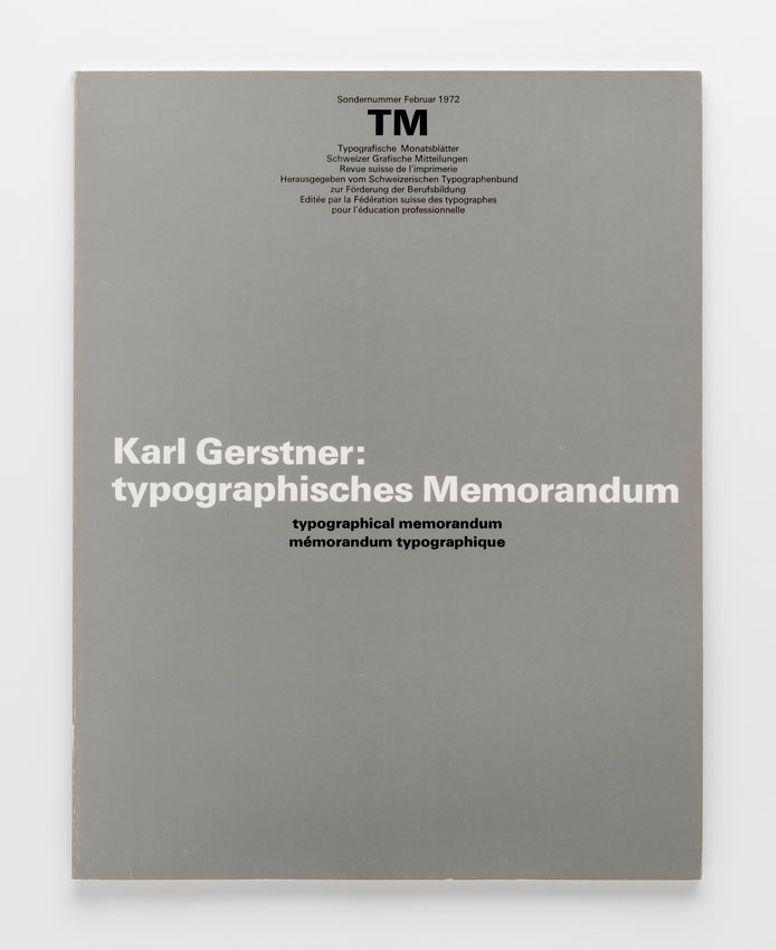
Couverture du magazine TM-RSI, numéro de février 1972.

La famille a l’avantage d’avoir une variété de poids et de styles qui, même combinés, donnent une impression de stabilité et d’homogénéité. Les formes claires et objectives d’Univers en font une police lisible qui convient à presque tous les besoins typographiques. En 1954, la fonderie française Deberny & Peignot souhaitait ajouter un type linéaire sans empattement en plusieurs poids à la gamme des polices Lumitype. Adrian Frutiger, directeur artistique de la fonderie, a suggéré de ne pas adapter un alphabet existant. Au lieu de cela, il souhaitait créer une nouvelle police qui conviendrait avant tout pour la composition de textes plus longs, ce qui représente un défi passionnant pour une police sans empattement à cette époque.

## Influences
Univers a été conçu pour « fonctionner », d’un point de vue typographique, dans toutes les langues. Ce caractère s’est remarquablement vendu en Suisse.
Il a, par exemple, habillé la communication des Jeux olympiques d’été de 1972 à Munich. On le retrouve également sur les panneaux bleu marine de la SNCF (avant son remplacement par Achemine), sur les bandes des stations de métro du métro de Montréal (la police sera remplacée par la police Transit) et dans l’habillage de plusieurs chaînes de télévision comme BFM TV ou encore, il y a quelques années[Quand ?], i-Télé.
La typographie Univers a été réalisée avec le plomb, 21 série d’un seul bloc en deux ans. Pour l’époque, c’est un événement colossal. De plus, l’Univers est l’une des premières typographies antiques venue concurrencer dans la publicité les caractères de type elzévirien. L’influence de cette typographie ne s’arrête pas là. En effet, l’Univers se distingue d’autres créations typographiques en offrant un éventail de graisses et de chasses très vaste, organisé autour du principe d’une grille numérotée permettant un usage global pour des applications très variées (titre, texte, logos, large, étroit, etc.). Le chiffre des dizaines indique une graisse et celui des unités indique une chasse. Le caractère de référence, l’Univers 55, est destiné à la composition de texte de labeur (texte destiné à la lecture). Il correspond à la graisse et à la chasse de référence. Ce principe connut un très grand succès, à tel point qu’on adapta l’Helvetica sur ce même principe de numérotation en créant l’Helvetica Neue.